# Campanula gilliatii
Campanula gilliatii là loài thực vật có hoa trong họ Hoa chuông. Loài này được Milne-Redh. & Turrill mô tả khoa học đầu tiên năm 1930.